# Guildford Flames
Die Guildford Flames sind eine im Jahr 1992 gegründete britische Eishockeymannschaft aus Guildford, die in der Elite Ice Hockey League spielen. Die Heimspiele der Flames werden im Guildford Spectrum ausgetragen.

## Geschichte
Zur Saison 2017/18 wurden die Flames zusammen mit den Milton Keynes Lightning in die höchste britische Spielklasse, die Elite Ice Hockey League, aufgenommen.

## Spieler

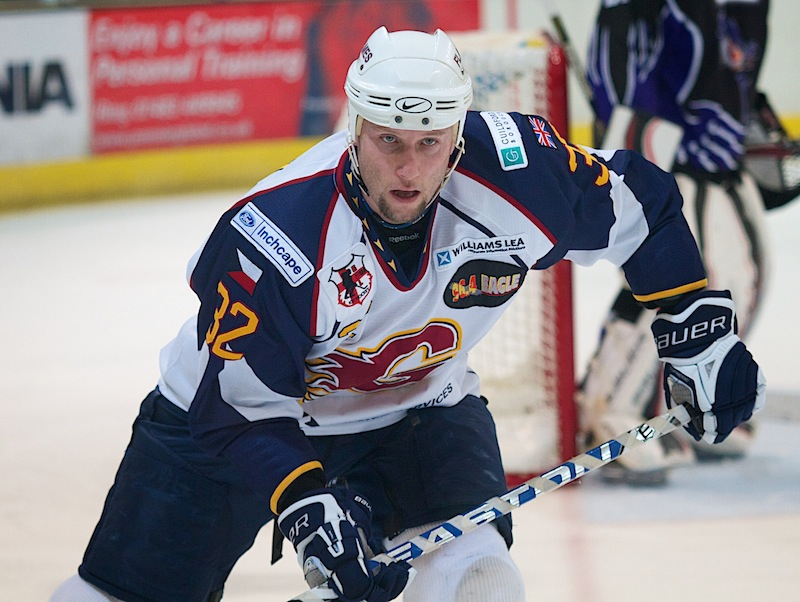
Lukáš Smítal
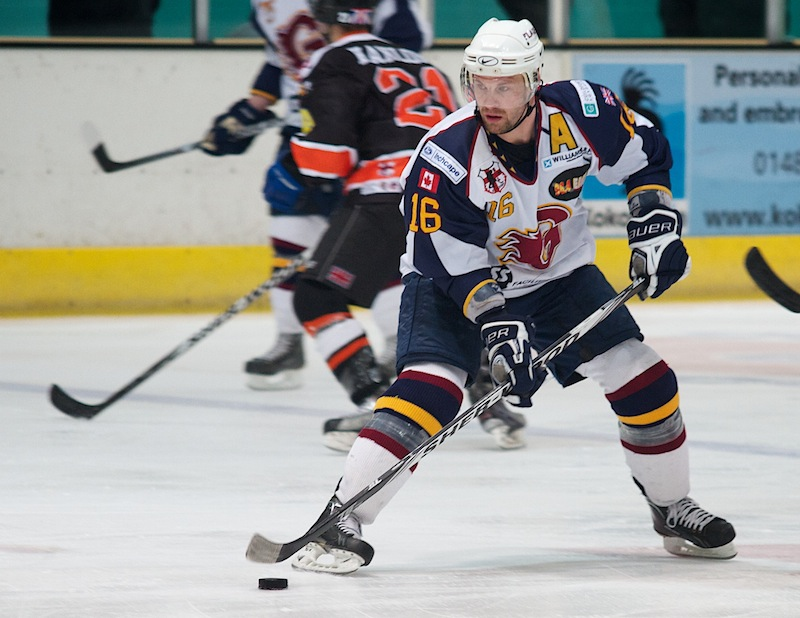
Nathan Rempel